# Безсалый, Александр Михайлович
Александр Михайлович Безсалый (укр. Олександр Михайлович Безсалий; 4 октября 1946, Новомихайловка, Запорожская область — 16 марта 2022) — украинский певец. Заслуженный работник культуры Украины (1990), заслуженный артист Украины (2001).

## Биография
Окончил Запорожское музыкальное училище (1993; класс вокала В. Крыменка), Полтавский сельскохозяйственный институт (1974). В 1978—1990 — солист народного самодеятельного оперного театра, с 1990 — артист-вокалист Дворца культуры ОАО «Днепроспецсталь» в Запорожье. В составе концертной бригады гастролировал в Австрии, Польше. Многие годы работал в Запорожской областной филармонии и других культурных учреждениях Запорожья.
Партии:
- Жермон («Травиата», Дж. Верди)
- Евгений Онегин («Евгений Онегин», П. И. Чайковский)
- Иван («Катерина» Н. Н. Аркас)
- Султан («Запорожец за Дунаем», С. С. Гулак-Артемовский)
- Алеко («Алеко», С. В. Рахманинов)

Был известен также как исполнитель «Гимна журналистов», написанного Александром Житомирским.